# Ministère régalien
Pour les articles homonymes, voir Ministère.
 (octobre 2021).
 (juin 2020).

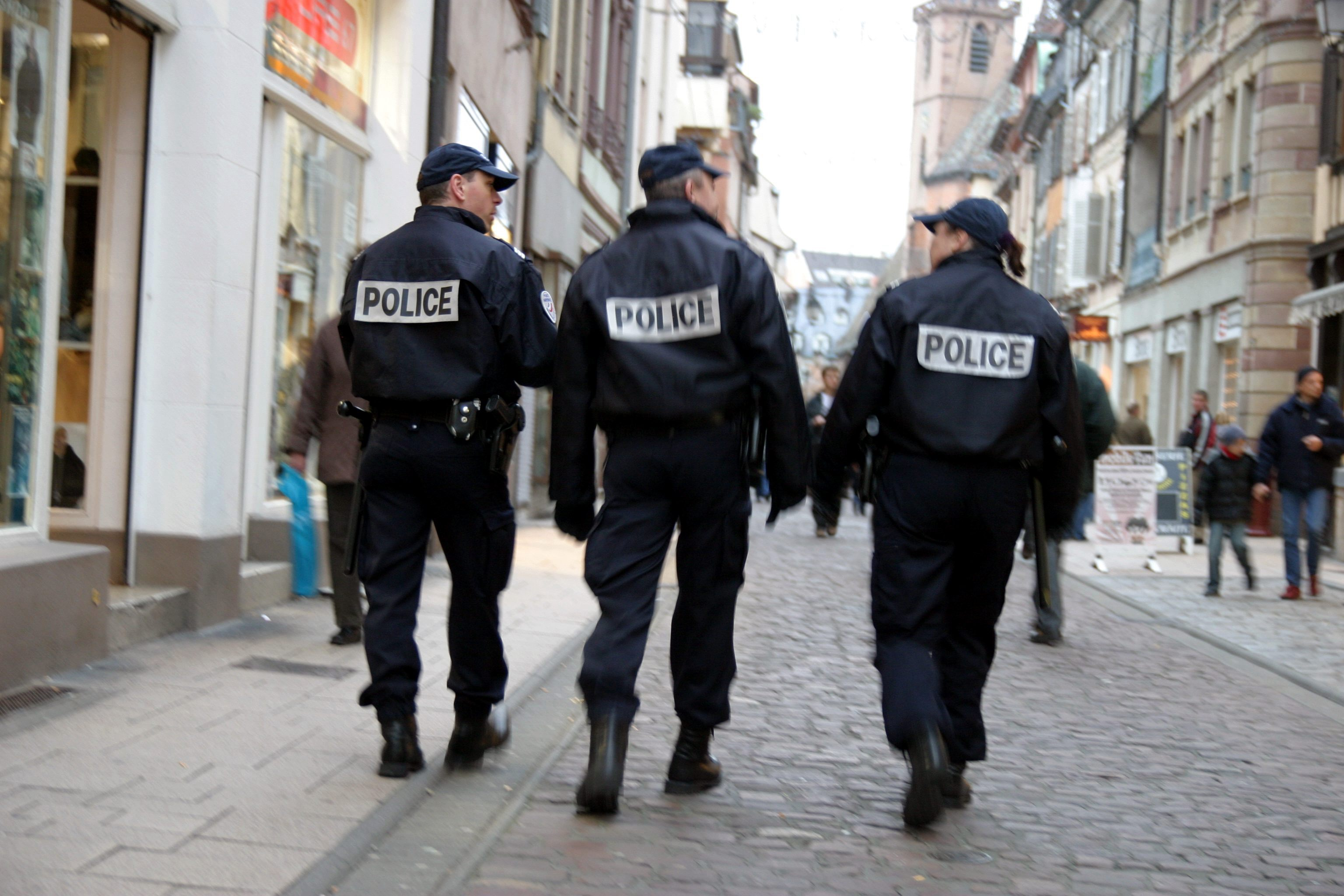
Les forces de police dépendent en France du ministère de l'Intérieur, un ministère qui est régalien.

Un ministère régalien est un ministère qui répond aux fonctions régaliennes de l'État, c'est-à-dire les fonctions dont la responsabilité doit normalement être prise par l'État et qu'il ne doit pas déléguer à des sociétés privées.
Les ministères régaliens au sens le plus strict concernent l'armée, la police et la justice,,. Dans un sens plus étendu, repris par le Conseil d'État français, ils concernent également la diplomatie, ainsi que la politique monétaire (droit de battre monnaie) et fiscale (établissement et levée de l'impôt).

## En France
En France, cela correspond aux : 
- Ministère des Armées ;
- Ministère de l'Intérieur ;
- Ministère de la Justice ;
- Ministère de l'Europe et des Affaires étrangères ;
- Ministère de l'Économie et des Finances.

Ministres régaliens (du gouvernement François Bayrou).
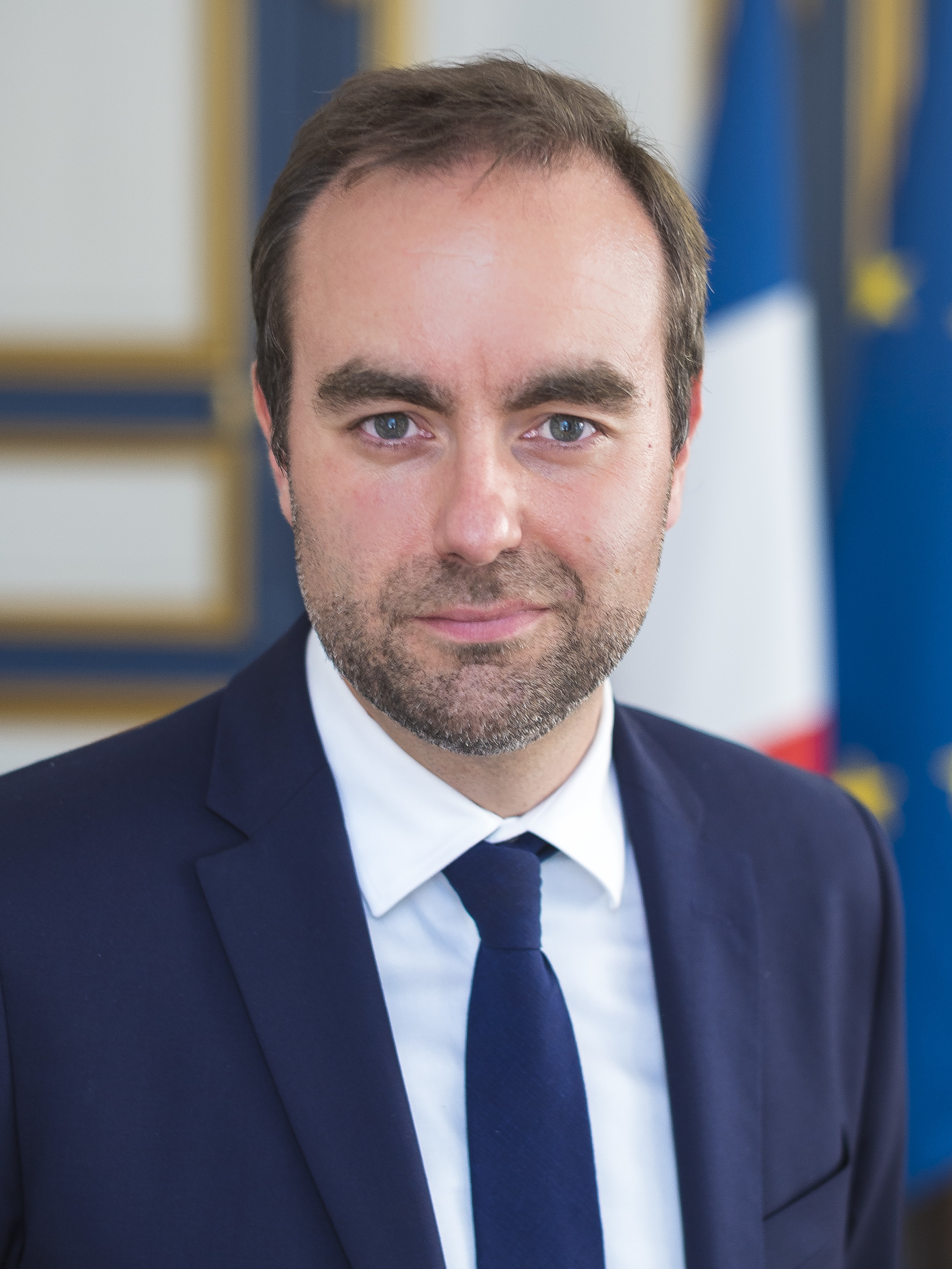
Sébastien Lecornu, ministre des Armées.
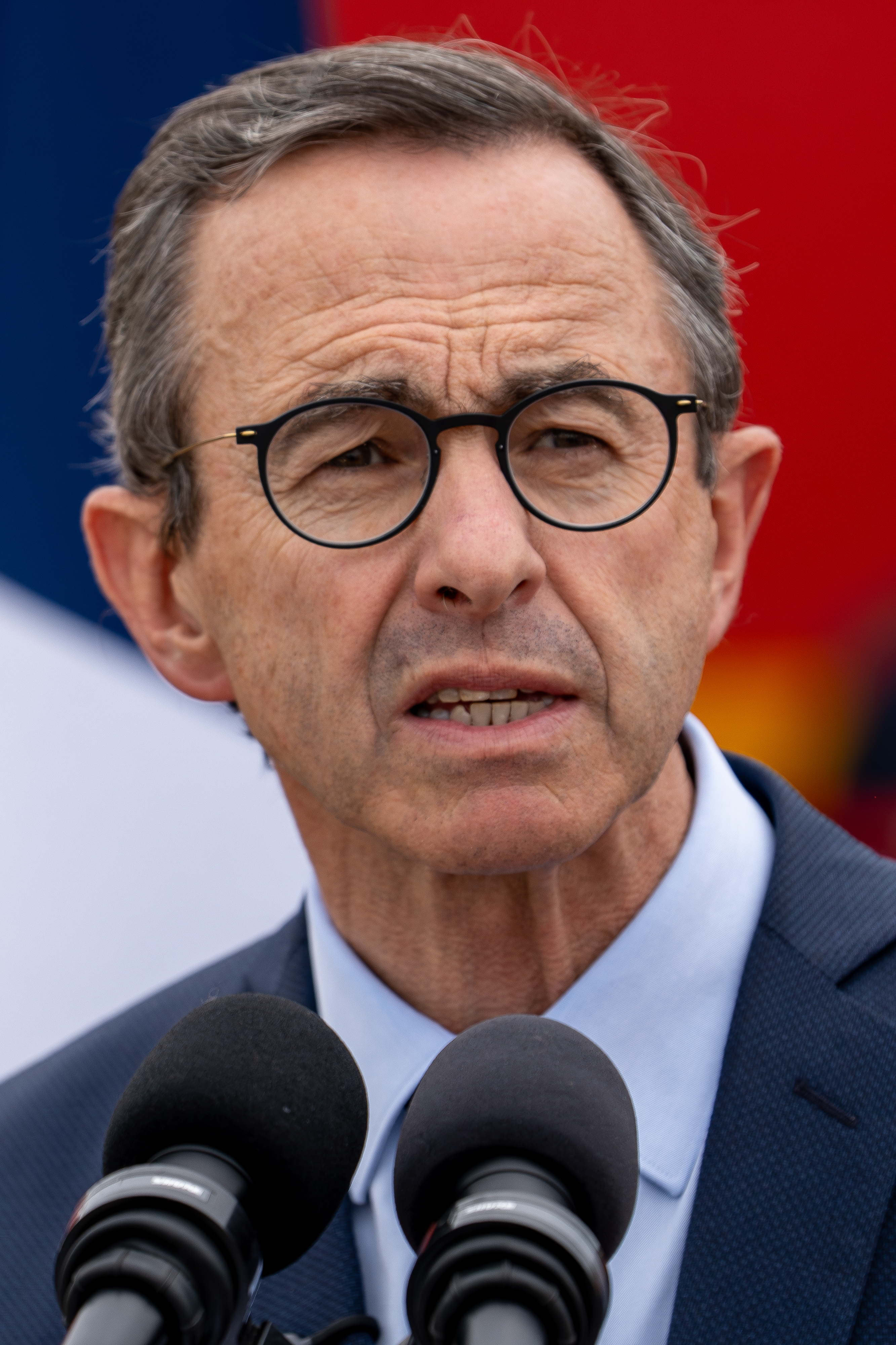
Bruno Retailleau, ministre d'Etat, ministre de l'Intérieur.
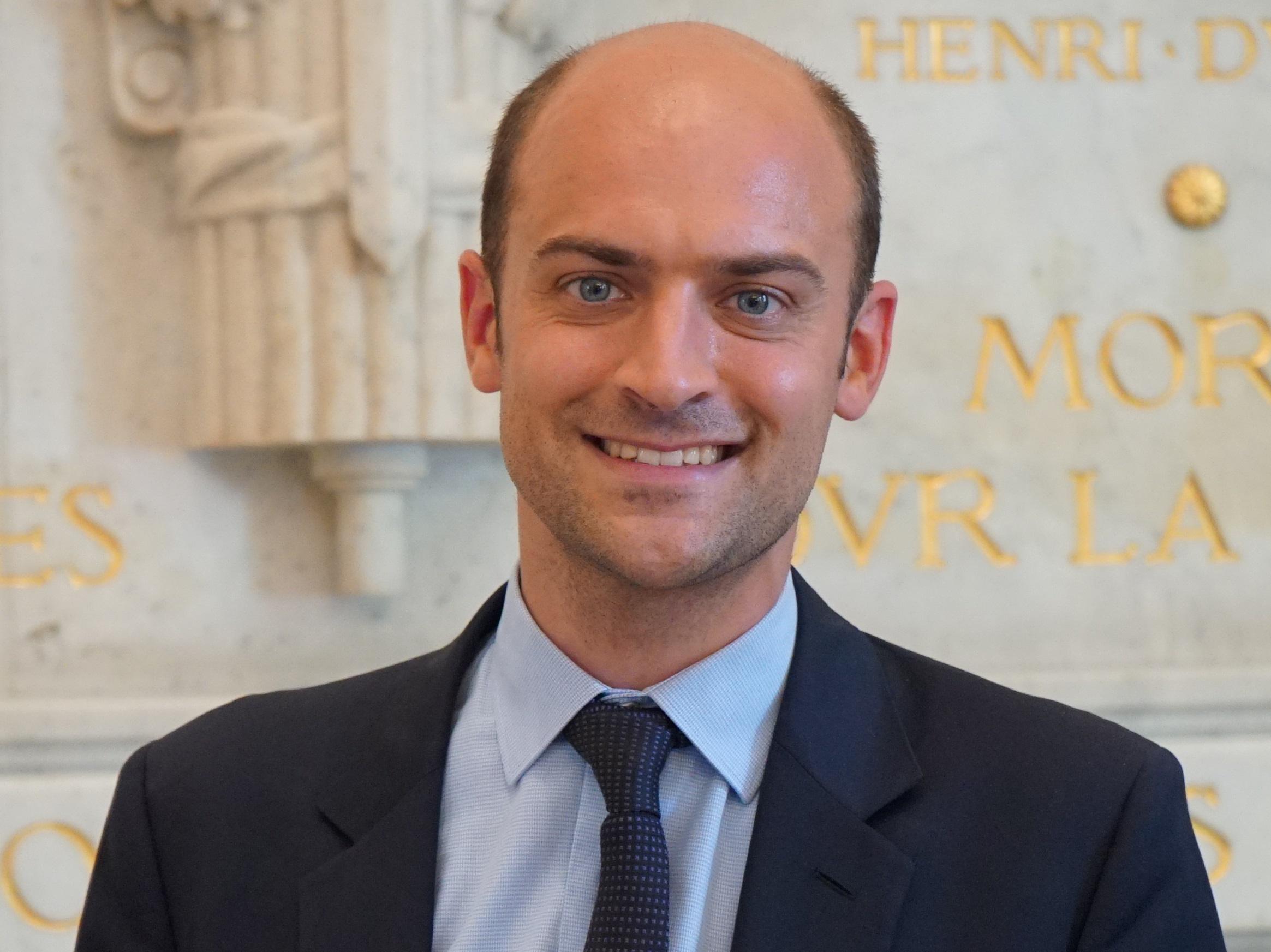
Jean-Noël Barrot, ministre de l'Europe et des Affaires étrangères.
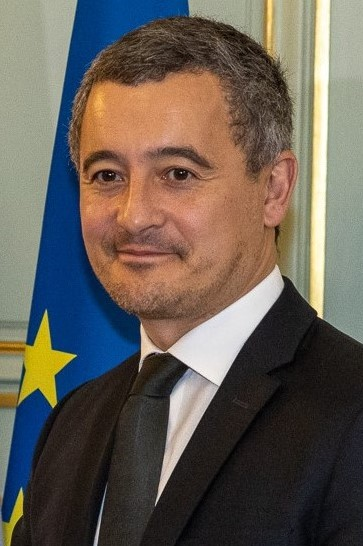
Gérald Darmanin, ministre d'Etat, garde des sceaux, ministre de la Justice.
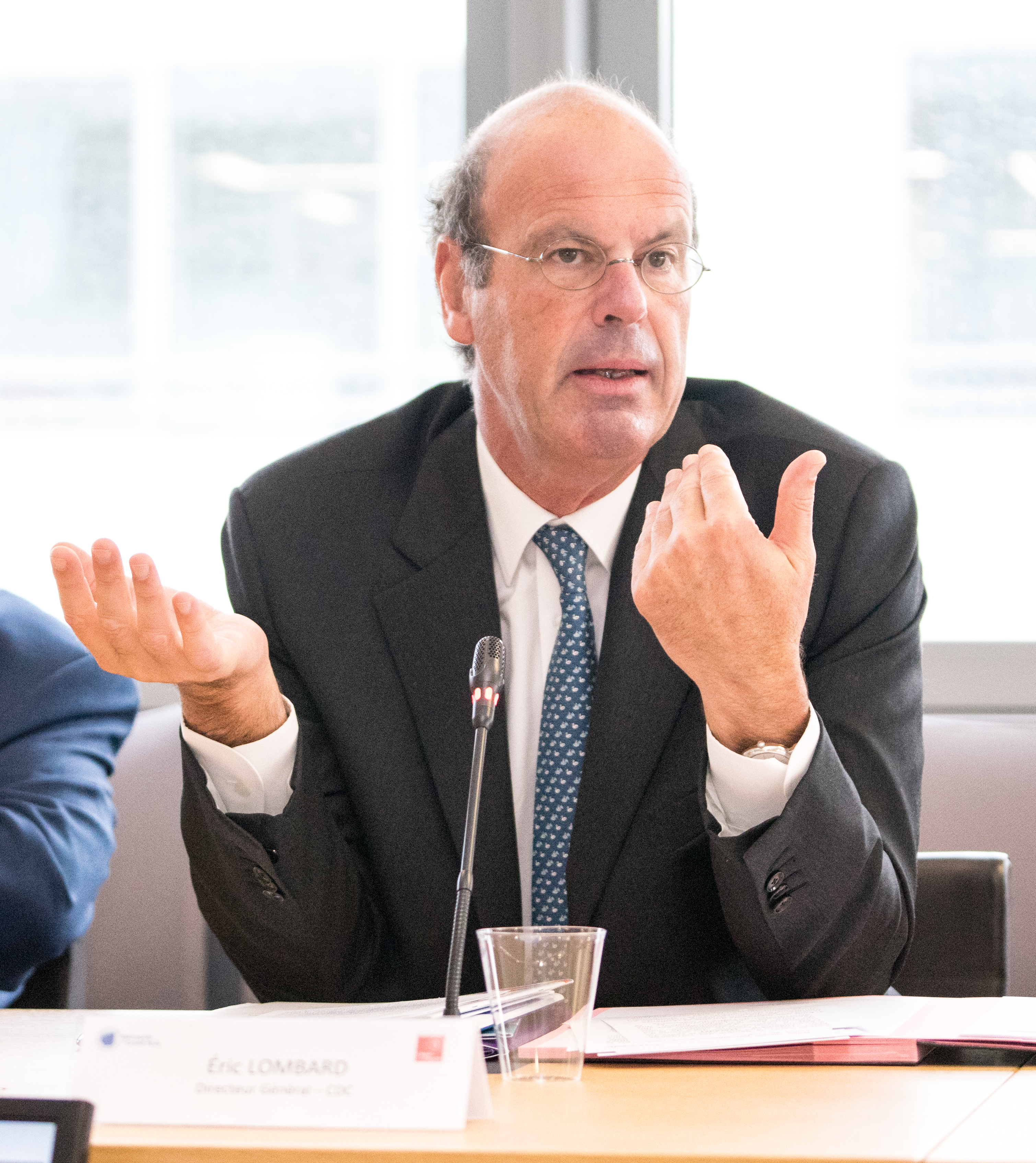
Eric Lombard, ministre de l'Economie, des Finances et de la Souveraineté industrielle et numérique.

## Au Maroc
Au Maroc , cela correspond aux :
- Ministère des Affaires étrangères, de la Coopération africaine et des Marocains résidant à l'étranger
- Ministère délégué auprès du Chef du gouvernement, chargé de l’Administration de la défense nationale
- Ministère des Habous et des Affaires islamiques
- Ministère de l'Intérieur

## En Tunisie
En Tunisie , cela correspond aux :
- Ministère de la Justice
- Ministère de la Défense nationale
- Ministère de l'Intérieur
- Ministère des Affaires étrangères
- Ministère des Finances